# Štíty
Štíty (niem. Schildberg) – miasto w Czechach, w kraju ołomunieckim, w powiecie Šumperk. 31 grudnia 2003 powierzchnia miasta wynosiła 2 993 ha, a liczba jego mieszkańców 2049 osób.
Štíty leżą na pograniczu Gór Orlickich (czesk. Orlické hory), Rowu Górnej Nysy (czesk. Králický uval), Wyżyny Zabrzeskiej (Sudety Środkowe) i Wyżyny Hanuszowickiej (Sudety Wschodnie).
Pierwsza wzmianka o miejscowości pochodzi z roku 1278.

## Demografia
| Rok             | 1970  | 1980  | 1991  | 2001  | 2003  |
| --------------- | ----- | ----- | ----- | ----- | ----- |
| Liczba ludności | 1 780 | 1 883 | 1 993 | 2 029 | 2 049 |

Źródło: Czeski Urząd Statystyczny

## Części miasta
- Štíty
- Březná
- Crhov
- Heroltice

## Atrakcje
- Kościół Wniebowzięcia NMP
- cegielnia oraz glinianka, będąca ważnym odsłonięciem geologicznym (niedostępne do zwiedzania)
- figura św. Anny przy cmentarzu
- figura św. Jana Nepomucena na rynku
- rzeźby Kalwarii
- figura Trójcy Świętej
- słupy z figurami NMP na rynku
- popiersie z tablicą pisarza Kocourka
- ratusz